# Fantazja (muzyka)

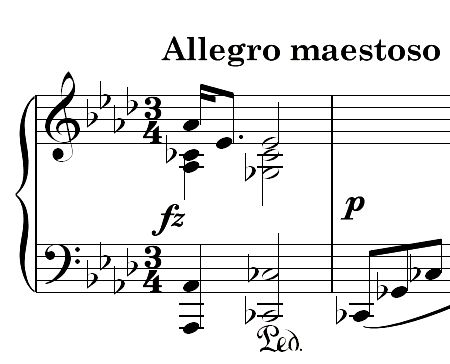
początek Poloneza-Fantazji Fryderyka Chopina

Fantazja (gr. phantasia – wyobraźnia)
1. Utwór instrumentalny, często wirtuozowski, swobodnie zestawiający różne melodie operowe, operetkowe lub ludowe (porównaj: potpourri, parafraza)[1][2][3][4] [5].
2. Utwór oryginalny kompozytora, oparty często na wielu kontrastujących ze sobą tematach (porównaj: rapsodia)[1][2][3][4] [5].
3. Fantazja chorałowa – forma opracowania chorału z XVIII w., pokrewna przygrywce chorałowej. W baroku także temat muzyczny nieprzypisany konkretnej formie muzycznej. (J.S. Bach)[1][6][4] [7].

Znane fantazje:
- Fryderyk Chopin – Fantaisie-Impromptu cis-moll op. 66
- Johann Sebastian Bach – Fantazja (i fuga) g-moll BWV 542
- Konstanty Gorski – Fantazja organowa f-moll